# 岩室宗賢
岩室 宗賢（いわむろ そうけん、正徳3年（1713年） - 寛政4年6月17日（1792年8月4日））は、日本の医師。大江磐代の父、光格天皇の母方の祖父。第126代天皇徳仁は9世孫にあたる。別名、常右衛門。

## 生涯
伯耆国倉吉（現鳥取県倉吉市）に生まれた。
寛保3年（1743年）主家の荒尾家を辞して浪人となっているのであるが、その間の経緯は明らかでない。年既に31歳で、婚期も過ぎており、一説には正妻を迎えるのに両親、親戚が厳格であったためとし、又当時の彼には“りん”という一商家の娘と内縁関係にあって既に懐妊している状態で周囲の抑圧からの煩悶の結果一大決心したともいわれている。また武家社会の封建制のしがらみに耐えられず、武士の身分を捨て、それ以上の身分、地位を得るため僧侶か医師か学者になって自由になろうとしたのだともいわれている。
妊娠しているりん女を納得させ、京都に出た常右衛門は当時高名であった医師馬陶賢の門下に入り約十年医術を学び京都で開業した。その時師の名の一字を受け“宗賢”と名を改めたという。
出郷の翌年に出生したつる女と母のりんを迎えるため、宝暦2年（1752年）倉吉に帰郷した。しかしりん女は身分の差と家庭の事情からか出郷することを承知しないため、宗賢は9歳のつる女だけをつれて京都に戻った。京都での宗賢はこのつる女を禁中御使番生駒守意の妻寿仙について勉学させ、自分は住居も新町武者小路に定めて医を開業している。
つる女23歳の時閑院宮妃籌宮成子内親王に仕え、明和7年（1770年）27歳の時閑院宮典仁親王の側室となり、名も“磐代”と改めている。翌年磐代は祐宮兼仁親王（光格天皇）を出産している。
宗賢はのち聖護院に出仕し二人扶持を受け、天明7年（1787年）12月法橋に叙せられ、寛政4年（1792年）6月17日に死去した。

## 家系
岩室家の本姓は大江氏。先祖は近江国甲賀郡岩室郷の地頭で岩室進士と呼び、それから姓が出ている。
岩室伊賀守重利は織田信長に仕え、八千石を領した。その次男重義が別所長治に従い、その子である岩室十兵衛義休が池田家の老臣荒尾隆重に仕えて倉吉に来た。この義休の三男市郎右衛門が分家して百五十石を受けている。その孫が常右衛門で後の宗賢である。